# Costantino Patrizi Naro
Costantino Patrizi Naro (Siena, 4 settembre 1798 – Roma, 17 dicembre 1876) è stato un cardinale e arcivescovo cattolico italiano.

## Biografia
Nato a Siena il 4 settembre 1798, era figlio del marchese Giovanni e di Cunegonda di Sassonia-Lusitz, figlia del principe Francesco Saverio di Sassonia. Era discendente di una nobile famiglia della città che già aveva vantato un cardinale, Benedetto Naro, di cui egli era pronipote. Ricevette il battesimo il 12 dicembre del 1798.
Frequentando il Collegio dei Protonotari di Roma ottenne la laurea in utroque iure e venne ordinato sacerdote il 16 giugno 1819, venendo poco dopo assegnato al rango di reggente del tribunale della penitenzeria apostolica. Nominato prelato domestico di Sua Santità, fu uditore del tribunale della Sacra Rota.
Eletto arcivescovo titolare di Filippi dal 15 dicembre 1828, venne consacrato il 21 dicembre di quell'anno nella chiesa di Santa Caterina da Siena a Roma per opera del cardinale Carlo Odescalchi, prefetto per la Sacra Congregazione dei vescovi e regolari, assistito da Lorenzo Mattei, patriarca titolare di Antiochia, e da Daulo Augusto Foscolo, arcivescovo di Corfù. Dal 16 gennaio 1829 sino al 2 luglio 1832 fu in carica come Nunzio apostolico in Toscana e successivamente venne nominato prefetto del palazzo apostolico.
Creato cardinale da Papa Gregorio XVI e riservato in pectore nel concistorio del 23 giugno 1834, il suo nome venne reso pubblico l'11 luglio 1836, ricevendo il 14 luglio di quell'anno la berretta cardinalizia ed il titolo di cardinale presbitero di San Silvestro in Capite dal 21 novembre. Fino alla nomina del cardinale Gabriel della Genga Sermattei è stato il porporato italiano più giovane.
Prefetto per la Sacra Congregazione dei Vescovi e Regolari dal 6 luglio 1839, fu vicario generale di Sua Santità per la città di Roma dal 22 dicembre 1841. In questa veste, su ordine del Papa istruì il processo canonico a seguito dell'apparizione mariana avuta da Alphonse Marie Ratisbonne e lo battezzò con il nuovo nome di Alfonso Maria nella Chiesa del Gesù il 31 gennaio 1842.
Arciprete della basilica di Santa Maria Maggiore (24 maggio 1845), partecipò al conclave del 1846 nel quale venne eletto papa Pio IX.

Optò quindi per l'ordine dei cardinali-vescovi ed occupò la sede suburbicaria di Albano dal 20 aprile 1849.
Camerlengo del Sacro Collegio dal 15 marzo 1852, rimase in carica sino al 7 marzo 1853.
Prefetto per la Sacra Congregazione dei Riti dal 27 giugno 1854, divenne segretario del Supremo Sacro Collegio per la Romana e Universale Inquisizione dal 10 ottobre 1860 sino alla morte.
Suddiacono del Sacro Collegio, divenne arciprete della basilica di San Giovanni in Laterano dal 21 settembre 1867. Optò quindi per il titolo di cardinale vescovo di Ostia e Velletri dall'8 ottobre 1870, divenendo Decano del Sacro Collegio.
Morì a Roma il 17 dicembre 1876. La sua salma venne esposta nella basilica di Sant'Apollinare a Roma e venne sepolto nella cappella di famiglia nella chiesa della Natività di via Nomentana a Roma.

## Genealogia episcopale e successione apostolica
La genealogia episcopale è:
- Cardinale Scipione Rebiba
- Cardinale Giulio Antonio Santori
- Cardinale Girolamo Bernerio, O.P.
- Arcivescovo Galeazzo Sanvitale
- Cardinale Ludovico Ludovisi
- Cardinale Luigi Caetani
- Cardinale Ulderico Carpegna
- Cardinale Paluzzo Paluzzi Altieri degli Albertoni
- Papa Benedetto XIII
- Papa Benedetto XIV
- Papa Clemente XIII
- Cardinale Marcantonio Colonna
- Cardinale Giacinto Sigismondo Gerdil, B.
- Cardinale Giulio Maria della Somaglia
- Cardinale Carlo Odescalchi, S.I.
- Cardinale Costantino Patrizi Naro

La successione apostolica è:
- Vescovo Giuseppe Maria Pietro Raffaele Castellani, O.S.A. (1839)
- Cardinale Giuseppe Pecci (1839)
- Vescovo Pietro Raffaelli (1840)
- Vescovo Mario Giuseppe Mirone (1840)
- Vescovo Nicola Sterlini (1840)
- Arcivescovo Carlo Gigli (1840)
- Patriarca Giovanni Giuseppe Canali (1840)
- Vescovo Adriano Giampedi (1842)
- Vescovo Martino Caliendi (1842)
- Vescovo Mariano Marsico (1842)
- Vescovo Gaetano Tigani (1842)
- Vescovo Giuseppe Maria Galligari (1842)
- Vescovo Giovanni Battista Ciofi (1843)
- Vescovo Claudio Samuelli (1843)
- Vescovo Manfredo Giovanni Battista Bellati (1843)
- Vescovo Giovanni Battista Rosani, Sch.P. (1844)
- Vescovo Luigi Landi-Vittorj (1844)
- Vescovo Michele Navazio (1845)
- Arcivescovo Antonio Salomone (1845)
- Arcivescovo Francesco Brigante Colonna (1845)
- Arcivescovo Alessandro Macioti (1845)
- Vescovo Giovanni Battista Pellei (1845)
- Vescovo Pietro Paolo Trucchi, C.M. (1846)
- Arcivescovo Luigi Clementi (1846)
- Vescovo Felice Cantimorri, O.F.M.Cap. (1846)
- Arcivescovo Domenico Ventura (1846)
- Vescovo Giuseppe Chiaromanni (1847)
- Vescovo Nicola Rossi (1848)
- Vescovo Francesco Agostini (1848)
- Vescovo Amadio Zangari (1848)
- Vescovo Carlo Giacinto Luigi Maria Fantini (1849)
- Vescovo Antonio Novasconi (1850)
- Arcivescovo Antonio Ligi Bussi, O.F.M.Conv. (1851)
- Vescovo Salvatore Valentini (1851)
- Vescovo Mattia Agostino Mengacci (1851)
- Vescovo Giovanni Giuseppe Longobardi (1852)
- Vescovo Luigi Sodo (1852)
- Cardinale Bartolomeo d'Avanzo (1852)
- Vescovo Raffaele de Franco (1852)
- Arcivescovo Filippo Gallo, C.M. (1852)
- Vescovo Pietro Luigi Speranza (1854)
- Vescovo Nicola Bedini (1854)
- Vescovo Giacinto Maria Barberi, O.P. (1854)
- Arcivescovo Vincenzo Taglialatela (1854)
- Vescovo Luigi Agazio, O.F.M. (1854)
- Vescovo Felice Romano (1854)
- Vescovo Léon-François Sibour (1855)
- Vescovo Giuseppe Palermo, O.S.A. (1855)
- Vescovo Innocenzo Sannibale (1855)
- Arcivescovo Francesco Pedicini (1855)
- Arcivescovo Pietro Rota (1855)
- Cardinale Vincenzo Moretti (1856)
- Vescovo Francesco Marinelli, O.S.A. (1857)
- Vescovo Filippo Vespasiani (1857)
- Vescovo Clemente Fares (1857)
- Arcivescovo Gaetano Pace-Forno, O.S.A. (1857)
- Cardinale Pietro Gianelli (1858)
- Vescovo Giuseppe Marzorati (1858)
- Vescovo Antonio Maria Valenziani (1859)
- Vescovo Emanuele Valerga, O.C.D. (1859)
- Vescovo Giovanni Monetti (1860)
- Vescovo Angelicus Bedenik, O.F.M.Cap. (1861)
- Vescovo José María Covarrubias y Mejía (1861)
- Vescovo Francisco de la Concepción Ramírez y González, O.F.M. (1861)
- Arcivescovo Salvatore da Ozieri, O.F.M.Cap. (1862)
- Arcivescovo Martial-Guillaume-Marie Testard du Cosquer (1863)
- Arcivescovo Antonio Giuseppe Pluym, C.P. (1863)
- Cardinale Giuseppe Berardi (1863)
- Arcivescovo Joachim-Hyacinthe Gonin, O.P. (1863)
- Vescovo Michael Adrian Hankinson, O.S.B. (1863)
- Arcivescovo Paolo Micallef, O.S.A. (1864)
- Cardinale Ruggero Luigi Emidio Antici Mattei (1866)
- Arcivescovo Frédéric-François-Xavier Ghislain de Mérode (1866)
- Vescovo Annibale Barabesi (1867)
- Arcivescovo Giuseppe Aggarbati, O.S.A. (1867)
- Vescovo Tommaso Gallucci (1867)
- Arcivescovo Filippo Manetti (1867)
- Arcivescovo Concetto Focaccetti (1867)
- Vescovo Gaetano Franceschini (1867)
- Vescovo Raffaele Corradi, O.C.D. (1868)
- Cardinale Giacomo Cattani (1868)
- Arcivescovo Giuseppe Angelini (1869)
- Cardinale Serafino Vannutelli (1869)
- Cardinale Giuseppe Milesi Pironi Ferretti (1870)
- Arcivescovo Giacinto Maria Giuseppe de Ferrari, O.P. (1870)
- Cardinale Luigi Serafini (1870)
- Arcivescovo Ignazio Paoli, C.P. (1870)
- Cardinale Lucido Maria Parocchi (1871)
- Vescovo Lorenzo Frescobaldi (1871)
- Arcivescovo Antonio Belli (1871)
- Vescovo Niccola Sozzifanti (1871)
- Arcivescovo Corradino Maria Cavriani (1871)
- Vescovo Pietro Anacleto Siboni (1871)
- Vescovo Domenico Maria Gelmini (1871)
- Vescovo Francesco Sabbia (1871)
- Vescovo Nicola De Martino (1871)
- Vescovo Giovanni Acquaviva, C.O. (1871)
- Vescovo Emiliano Manacorda (1871)
- Vescovo Luigi Vaccari, O.S.B. (1871)
- Vescovo Eugenio Cano (1872)
- Vescovo Giovanni Battista Laparelli Pitti (1872)
- Vescovo Federico Mascaretti, O.Carm. (1872)
- Arcivescovo Giuseppe Maria Guidelli dei conti Guidi (1872)
- Arcivescovo Giuseppe Caiazzo, O.S.A. (1873)
- Vescovo Antonio Sena (1873)
- Vescovo Francesco Tavani (1873)
- Vescovo Placido Pozzi (1873)
- Vescovo Venanzio Mobili (1874)
- Cardinale Ludovico Jacobini (1874)
- Arcivescovo Eugenio Cecconi (1875)
- Vescovo Raffaele Mezzetti (1875)
- Arcivescovo Pio Alberto del Corona, O.P. (1875)
- Vescovo Domenico Pietromarchi (1875)
- Vescovo Luigi Raffaele Zampetti (1875)
- Vescovo Vitale Galli (1875)
- Arcivescovo Felix-Marie de Neckere (1875)
- Arcivescovo Giovanni Battista Paolucci (1876)

## Ascendenza
|                                                              |                        |                                                 | Genitori                                          |  |  | Nonni |  |  | Bisnonni                          |  |  | Trisnonni     |  |
|                                                              |                        |                                                 |                                                   |  |  |       |  |  | Fabrizio Naro, marchese di Mompeo |  |  | Ulderico Naro |  |
|                                                              |                        |                                                 |                                                   |  |  |       |  |  | Fabrizio Naro, marchese di Mompeo |  |  | Ulderico Naro |  |
|                                                              |                        | Laura Patrizi                                   |                                                   |  |  |       |  |  | Fabrizio Naro, marchese di Mompeo |  |  |               |  |
| Francesco Naro, marchese di Mompeo                           |                        |                                                 |                                                   |  |  |       |  |  | Fabrizio Naro, marchese di Mompeo |  |  |               |  |
|                                                              |                        | Prudenzia Marescotti Capizucchi                 | Mario Marescotti Capizucchi                       |  |  |       |  |  |                                   |  |  |               |  |
|                                                              |                        | Prudenzia Marescotti Capizucchi                 | Mario Marescotti Capizucchi                       |  |  |       |  |  |                                   |  |  |               |  |
|                                                              |                        | Prudenzia Marescotti Capizucchi                 | Cassandra Sacchetti                               |  |  |       |  |  |                                   |  |  |               |  |
| Giovanni Patrizi Naro Montoro, VIII marchese di Montoro      |                        | Prudenzia Marescotti Capizucchi                 |                                                   |  |  |       |  |  |                                   |  |  |               |  |
|                                                              |                        | Giovanni Chigi Montoro, VII marchese di Montoro | Ludovico Chigi Montoro, VI marchese di Montoro    |  |  |       |  |  |                                   |  |  |               |  |
|                                                              |                        | Giovanni Chigi Montoro, VII marchese di Montoro | Ludovico Chigi Montoro, VI marchese di Montoro    |  |  |       |  |  |                                   |  |  |               |  |
|                                                              |                        | Giovanni Chigi Montoro, VII marchese di Montoro | Maria Drusilla Santacroce                         |  |  |       |  |  |                                   |  |  |               |  |
| Porzia Maria Patrizi Chigi Montoro, VIII marchesa di Montoro |                        | Giovanni Chigi Montoro, VII marchese di Montoro |                                                   |  |  |       |  |  |                                   |  |  |               |  |
|                                                              |                        | Maria Virginia Patrizi                          | Patrizio III Patrizi, marchese di Castel Giuliano |  |  |       |  |  |                                   |  |  |               |  |
|                                                              |                        | Maria Virginia Patrizi                          | Patrizio III Patrizi, marchese di Castel Giuliano |  |  |       |  |  |                                   |  |  |               |  |
|                                                              |                        | Maria Virginia Patrizi                          | Maria Angela di Carpegna                          |  |  |       |  |  |                                   |  |  |               |  |
| Costantino Patrizi Naro                                      |                        | Maria Virginia Patrizi                          |                                                   |  |  |       |  |  |                                   |  |  |               |  |
|                                                              | Augusto III di Polonia | Augusto II di Polonia                           |                                                   |  |  |       |  |  |                                   |  |  |               |  |
|                                                              | Augusto III di Polonia | Augusto II di Polonia                           |                                                   |  |  |       |  |  |                                   |  |  |               |  |
|                                                              | Augusto III di Polonia | Cristiana Eberardina di Brandeburgo-Bayreuth    |                                                   |  |  |       |  |  |                                   |  |  |               |  |
| Francesco Saverio di Sassonia                                | Augusto III di Polonia |                                                 |                                                   |  |  |       |  |  |                                   |  |  |               |  |
|                                                              |                        | Maria Giuseppa d'Austria                        | Giuseppe I d'Asburgo                              |  |  |       |  |  |                                   |  |  |               |  |
|                                                              |                        | Maria Giuseppa d'Austria                        | Giuseppe I d'Asburgo                              |  |  |       |  |  |                                   |  |  |               |  |
|                                                              |                        | Maria Giuseppa d'Austria                        | Guglielmina Amalia di Brunswick-Lüneburg          |  |  |       |  |  |                                   |  |  |               |  |
| Cunegonda di Sassonia-Lusitz                                 |                        | Maria Giuseppa d'Austria                        |                                                   |  |  |       |  |  |                                   |  |  |               |  |
|                                                              |                        | Giuseppe Spinucci                               | Giovanni Battista Spinucci                        |  |  |       |  |  |                                   |  |  |               |  |
|                                                              |                        | Giuseppe Spinucci                               | Giovanni Battista Spinucci                        |  |  |       |  |  |                                   |  |  |               |  |
|                                                              |                        | Giuseppe Spinucci                               | Chiara Montani                                    |  |  |       |  |  |                                   |  |  |               |  |
| Chiara Spinucci                                              |                        | Giuseppe Spinucci                               |                                                   |  |  |       |  |  |                                   |  |  |               |  |
|                                                              |                        | Beatrice Vecchi-Buratti                         | Gaetano Vecchi-Buratti                            |  |  |       |  |  |                                   |  |  |               |  |
|                                                              |                        | Beatrice Vecchi-Buratti                         | Gaetano Vecchi-Buratti                            |  |  |       |  |  |                                   |  |  |               |  |
|                                                              |                        | Beatrice Vecchi-Buratti                         | Teresa Pedrini                                    |  |  |       |  |  |                                   |  |  |               |  |
|                                                              |                        | Beatrice Vecchi-Buratti                         |                                                   |  |  |       |  |  |                                   |  |  |               |  |